# Oeneis unicolor
Oeneis unicolor är en fjärilsart som beskrevs av Hans Rebel 1910. Oeneis unicolor ingår i släktet Oeneis och familjen praktfjärilar. Inga underarter finns listade i Catalogue of Life.